# دوريان جيمس
دوريان جيمس (بالإنجليزية: Dorian James) هو لاعب كرة الريشة ومدرب رياضي جنوب أفريقي، ولد في 19 يونيو 1981 في كيب تاون في جنوب أفريقيا.

## وصلات خارجية
- دوريان جيمس على موقع BWF.tournamentsoftware.com (الإنجليزية)
- دوريان جيمس على موقع BWFbadminton.com (الإنجليزية)
- دوريان جيمس على موقع اللجنة الأولمبية الدولية (الإنجليزية)
- دوريان جيمس على موقع أوليمبيديا (الإنجليزية)
- دوريان جيمس على موقع اتحاد ألعاب الكومنولث (مؤرشف) (الإنجليزية)
- دوريان جيمس على موقع دورة ألعاب الكومنولث 2006 (مؤرشف) (الإنجليزية)